# Salerno (flygbas)
Salerno en flygbas i Afghanistan. Den ligger i provinsen Khost, i den östra delen av landet, 150 kilometer sydost om huvudstaden Kabul. Salerno ligger 1 152 meter över havet. Närmaste större samhälle är Khost, fyra kilometer sydväst om basen.